# Ruston, Louisiana
Ruston är en stad (city) i Lincoln Parish i delstaten Louisiana i USA. Staden hade 22 166 invånare, på en yta av 54,93 km² (2020). Ruston är administrativ huvudort (parish seat) i Lincoln Parish.
Ruston är säte för Louisiana Tech University.